# Chienne d'histoire
Pour plus de détails, voir Fiche technique et Distribution.
Chienne d'histoire est un film français réalisé par Serge Avédikian, sorti en 2010.

## Synopsis
En 1910 à Constantinople, le nouveau gouvernement décide d'un canicide, déporter 30 000 chiens errants sur une île déserte. Le film est une métaphore du génocide arménien.

## Fiche technique
- Titre : Chienne d'histoire
- Réalisation : Serge Avédikian
- Scénario : Serge Avédikian et Karine Mazloumian
- Musique : Michel Karsky
- Montage : Chantal Quaglio
- Production : Ron Dyens et Aurélia Prévieu
- Société de production : Sacrebleu Productions
- Pays de production :  France et  Turquie
- Genre : animation,  et historique
- Durée : 15 minutes
- Date de sortie : France - 22 mai 2010 (festival de Cannes)

## Distinctions
- Palme d'or du court métrage du Festival de Cannes 2010[2].